# Nicolás Uriarte
Nicolás Uriarte (Buenos Aires, 21 de março de 1989) é um jogador de voleibol argentino, com marca de alcance de 342 cm no ataque e 322 cm no bloqueio, que servindo a seleção argentina conquistou a medalha de ouro na edição do Campeonato Sul-Americano Juvenil de 2008 no Brasil e o bronze no Campeonato Mundial Juvenil de 2009 na Índia, também foi medalhista de ouro nos Jogos Pan-Americanos de 2015 em Toronto e o bronze na edição de 2011 em Guadalajara.Em clubes conquistou a medalha de bronze no Campeonato Mundial de Clubes de 2017 na Polônia e no Campeonato Sul-Americano de Clubes de 2017 no Brasil.

## Carreira
No ano de 2008 foi convocado para representar seus país na edição do Campeonato Sul-Americano Juvenil realizado em Poços de Caldas e conquistou a medalha de ouro, destacando-se individualmente, e recebeu as premiações de melhor jogador, melhor levantador e melhor sacador, capitaniou o selecionado argentino juvenil também na edição do Campeonato Mundial Juvenil de 2009 realizado em Pune, Índia e conquistou a medalha de bronze.
Nico é filho do ex-voleibolista e técnico Jon Uriarte, já em 2011 representou a Seleção Argentina nos os Jogos Pan-Americanos  em Guadalajara e nesta edição alcançou a medalha de bronze e obteve a medalha de ouro na edição realizada em 2015 dos Jogos Pan-Americanos em Toronto.
Na temporada de 2017-18 foi contratado pelo Sada Cruzeiro Vôlei na pré-temporada disputou a edição do Desafio Sul-Americano de Vôlei em San Juan conquistando o título, também alcançando o bicampeonato do Campeonato Mineiro de 2017 e foi também na edição da Supercopa de 2017 e conquistou nesta mesma temporada o título da Coa Brasil de 2018 em São Paulo e neste mesmo ano conquistou a medalha de ouro na edição do Campeonato Sul-Americano de Clubes novamente sediada em Montes Claros e foi premiado como o melhor levantador da competição. E venceu a primeira partida da final da Superliga Brasileira A 2017-18. E ao vencer a segunda partida dos playoffs da fase final sagrou-se campeão nacional.
Em 2018-19 Uriarte se transferiu para o Funvic/Taubaté, para ser treinador por Daniel Castellani e jogar ao lado do seu companheiro de seleção Facundo Conte, conquistando o título do Campeonato Paulista de 2018, depois finalizou na quarta colocação na Copa Libertadores de Voleibol, sendo treinado por Ricardo Navajas, depois por Renan Dal Zotto e conquistando o bicampeonato consecutivo nacional, sendo o primeiro título do clube.

## Títulos
Skra Bełchatów
- Campeonato Polonês: 2013–14
- Copa da Polônia: 2015–16
- Supercopa Polonesa: 2014

Sada Cruzeiro Vôlei
- Campeonato Sul-Americano: 2018, 2023, 2024
- Campeonato Brasileiro: 2017–18, 2022–23
- Copa Brasil: 2018, 2024
- Supercopa Brasileira: 2017
- Campeonato Mineiro: 2017, 2023

Vôlei Taubaté
- Campeonato Brasileiro: 2018–19
- Campeonato Paulista: 2018

Narbonne Volley
- Copa Challenge: 2021–22

## Premiações individuais
- 2007: Campeonato Mundial Sub-19 – Melhor levantador
- 2008: Campeonato Sul-Americano Sub-21 – MVP, melhor levantador e melhor sacador[2]
- 2013: Campeonato Argentino – Melhor levantador
- 2013: Campeonato Sul-Americano de Clubes – Melhor defensor
- 2018: Campeonato Sul-Americano de Clubes – Melhor levantador
- 2022: Copa Challenge – MVP